# (39381) 2603 P-L
2603 P-L (asteroide 39381) é um asteroide da cintura principal. Possui uma excentricidade de 0.18807350 e uma inclinação de 2.88272º.
Este asteroide foi descoberto no dia 24 de setembro de 1960 por Cornelis Johannes van Houten e Ingrid van Houten-Groeneveld e Tom Gehrels em Palomar.